# Klixdorf
Klixdorf is een gehucht in de gemeente Kempen, gelegen in de Kreis Viersen in Noordrijn-Westfalen in Duitsland. Klixdorf ligt aan de Uerdinger linie en hoort bij het gebied van het Kleverlands dialect.
| plaatsen in de buurt | plaatsen in de buurt | plaatsen in de buurt | plaatsen in de buurt | plaatsen in de buurt |
| -------------------- | -------------------- | -------------------- | -------------------- | -------------------- |
| Wankum               |                      | Ziegelheide          |                      | Aldekerk             |
|                      |                      |                      |                      |                      |
| Vinkrath             | Kempen               |                      |                      |                      |
|                      |                      |                      |                      |                      |
| Mülhausen            |                      | Oedt                 |                      | St.Peter             |

Stadsdelen: Kempen · Sankt Hubert · Tönisberg · Schmalbroich

Gehuchten: Klixdorf · Sankt Peter · Ziegelheide